# Аллер, Александр Самойлович
Алекса́ндр Само́йлович фон А́ллер (1824—1895) — русский генерал от инфантерии, член Военного совета; участник русско-турецкой войны 1877—1878 годов.

## Биография
Родился 24 апреля (6 мая) 1824 года — сын Самуила-Готлиба (1789—1860) и Доротеи-Генриетты (1790—1854) Аллер. Воспитывался в Школе гвардейских подпрапорщиков и кавалерийских юнкеров.
Службу начал 2 августа 1843 года прапорщиком лейб-гвардии Измайловского полка, с которым в 1849 году участвовал в Венгерском походе.

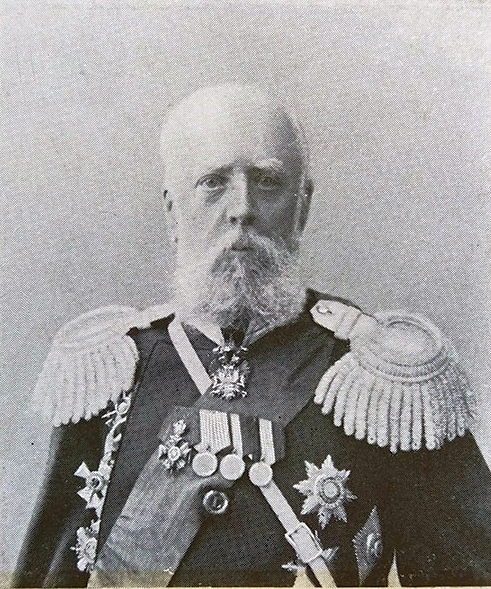
А. С. Аллер

17 апреля 1863 года Аллер был назначен командиром 6-го Таврического гренадерского полка, во главе которого принял деятельное участие в усмирении польского восстания 1863 года.
В 1865 году Александр Самойлович Аллер был назначен командиром Санкт-Петербургского гренадерского (впоследствии лейб-гвардии) короля Фридриха Вильгельма III полка. 30 августа 1866 года произведён в генерал-майоры, в 1869 году награждён орденом Св. Станислава 1-й степени. В 1871 году получил орден Св. Анны 1-й степени, а затем ему дано было почётное поручение принести поздравления германскому императору Вильгельму I по случаю окончания франко-прусской войны.
В 1873 году принял командование 32-й пехотной дивизией, 30 августа 1876 года произведён в генерал-лейтенанты. Во главе своей дивизии участвовал в турецкой войне 1877—1878 годов.
За труды и «отличное мужество», оказанные в эту кампанию, Аллер был награждён орденами Св. Владимира 2-й степени с мечами (1878) и Белого орла с мечами (1880).
По окончании войны до 1888 года командовал 7-м армейским корпусом, а затем назначен членом Военного совета. В 1883 году был удостоен ордена Св. Александра Невского.
В 1890 году Аллер был произведён в генералы от инфантерии.
Был женат на Камилле фон Энгельфельд (06.01.1818—11.12.1893).
Александр Самойлович Аллер умер 28 июня (10 июля) 1895 года и был похоронен на Волковском лютеранском кладбище в Санкт-Петербурге.